# Rudolf Leip
Karl Rudolph Leip (* 8. Juni 1890 in Striesen; † 2. Januar 1948 in Dresden) war ein deutscher Fußballspieler.

## Karriere

### Vereine
Leip gehörte von 1908 bis 1944 Guts Muts Dresden an, für den er als Rechtsaußen in den vom Verband Mitteldeutscher Ballspiel-Vereine organisierten Meisterschaften bis Saisonende 1917/18 im Gau Ostsachsen, ab der Saison 1920/21 im Kreis Ostsachsen, nach 1925 abermals im Gau Ostsachsen Punktspiele bestritt.
Als Meister aus dem Gau Ostsachsen 1923 hervorgegangen, nahm er mit seiner Mannschaft an der Endrunde um die Mitteldeutsche Meisterschaft teil, die er am 29. April 1923 mit dem 1:0-Finalsieg über den VfB Leipzig gewann. Infolgedessen nahm er mit seiner Mannschaft auch an der Endrunde um die Deutsche Meisterschaft teil und kam einzig bei der 0:2-Viertelfinalniederlage am 13. Mai 1923 in Altona gegen den Hamburger SV zum Einsatz.
Noch im August 1926 wirkte Leip, nun 36, in der Auswahl Mitteldeutschlands gegen Ungarn (5:1) mit und wurde wie folgt bewertet: „Leip ist immer noch gut, wird jedoch langsam alt, zog sich aber recht annehmbar aus der Affäre.“ Bald darauf scheint er seine aktive Laufbahn beendet zu haben.

### Auswahl-/Nationalmannschaft
Als Spieler der Auswahlmannschaft des Verbandes Mitteldeutscher Ballspiel-Vereine war er in Spielen um den Bundespokal schon 1922 und 1923 jeweils im Halbfinale zum Einsatz gekommen.
Leip bestritt drei Länderspiele für die A-Nationalmannschaft, wobei er am 12. August 1923 in Dresden bei der 1:2-Niederlage gegen die Nationalmannschaft Finnlands im Alter von 33 Jahren debütierte und gemeinsam mit Hans Sutor die Außenpositionen besetzte. In seinem zweiten Länderspiel, das am 4. November 1923 in Hamburg ausgetragen und mit 1:0 gegen die Nationalmannschaft Norwegens gewonnen wurde, besetzte er gemeinsam mit Vereinsmitspieler Martin Reißmann die Flügelpositionen. Seinen letzten Einsatz als Nationalspieler hatte er am 31. August 1924 im Alter von 34 Jahren, als der 1. FC Nürnberg und die SpVgg Fürth die Nationalmannschaft bestreikten; das Spiel in Berlin wurde gegen die Nationalmannschaft Schwedens mit 1:4 verloren.

## Erfolge
- Mitteldeutscher Meister 1923
- Kreismeister Ostsachsen 1923, 1925

## Sonstiges
Beruflich war Leip als kaufmännischer Vertreter angestellt.